# تقلید ۳: نگهبان
تقلید ۳: نگهبان (انگلیسی: Mimic 3: Sentinel) فیلمی در ژانر ترسناک به کارگردانی جی. تی. پتی است که در سال ۲۰۰۳ منتشر شد. از بازیگران آن می‌توان به لانس هنریکسن، آلکسیس دزینا، ربکا میدر، آماندا پلامر، و جان کیپلاس اشاره کرد.

## خلاصه داستان
مردی به همراه خواهر و بهترین دوستش باید از یک آپارتمان در مقابل حشرات جهش یافته و خطرناک دفاع کنند، اما…